# Wim Jansen
Wilhelmus Marinus Anthonius Jansen (Róterdam, 28 de octubre de 1946-Hendrik-Ido-Ambacht, Holanda Meridional, 25 de enero de 2022) fue un futbolista neerlandés que también ha sido entrenador de numerosos equipos.

## Trayectoria
Comenzó su carrera profesional en el Feyenoord de Róterdam y se mantuvo en este club durante 15 años antes de irse a Estados Unidos a jugar con el Washington Diplomats. Después fichó dos años por el Ajax de Ámsterdam y volvió a jugar en el Washington Diplomats, donde se retiró.
Como entrenador ha dirigido al Feyenoord en varias ocasiones, al KSC Lokeren de Bélgica, al SVV como director técnico, a la Selección de fútbol de Arabia Saudita como asistente, al Sanfrecce Hiroshima, al Celtic de Glasgow y al Urawa Red Diamonds.

## Selección nacional
Fue internacional con la selección de fútbol de los Países Bajos en 65 ocasiones en las que anotó un gol.

### Participaciones en Copas del Mundo
| Mundial                        | Sede      | Resultado  |
| ------------------------------ | --------- | ---------- |
| Copa Mundial de Fútbol de 1974 | Alemania  | Subcampeón |
| Copa Mundial de Fútbol de 1978 | Argentina | Subcampeón |

## Clubes

### Como jugador
| Club                  | País           | Año       |
| --------------------- | -------------- | --------- |
| Feyenoord de Róterdam | Países Bajos   | 1965-1980 |
| Washington Diplomats  | Estados Unidos | 1980      |
| Ajax de Ámsterdam     | Países Bajos   | 1980-1982 |
| Washington Diplomats  | Estados Unidos | 1982-1983 |

### Como entrenador
| Club                                              | País           | Año       |
| ------------------------------------------------- | -------------- | --------- |
| Feyenoord de Róterdam (categorías inferiores)     | Países Bajos   | 1982-1986 |
| Feyenoord de Róterdam (asistente)                 | Países Bajos   | 1986-1987 |
| SC Lokeren                                        | Bélgica        | 1987-1988 |
| SVV                                               | Países Bajos   | 1988-1990 |
| Feyenoord de Róterdam                             | Países Bajos   | 1990-1993 |
| Selección de fútbol de Arabia Saudita (asistente) | Arabia Saudita | 1993-1994 |
| Sanfrecce Hiroshima                               | Japón          | 1994-1997 |
| Celtic FC                                         | Escocia        | 1997-1998 |
| Urawa Red Diamonds                                | Japón          | 2000-2003 |
| Feyenoord de Róterdam (director técnico)          | Países Bajos   | 2005-2007 |

## Palmarés

### Campeonatos nacionales
| Título                     | Club                  | País         | Año  |
| -------------------------- | --------------------- | ------------ | ---- |
| Eredivisie                 | Feyenoord de Róterdam | Países Bajos | 1969 |
| Copa de los Países Bajos   | Feyenoord de Róterdam | Países Bajos | 1969 |
| Eredivisie                 | Feyenoord de Róterdam | Países Bajos | 1971 |
| Eredivisie                 | Feyenoord de Róterdam | Países Bajos | 1974 |
| Copa de los Países Bajos   | Feyenoord de Róterdam | Países Bajos | 1980 |
| Eredivisie                 | Ajax de Ámsterdam     | Países Bajos | 1982 |
| Copa de los Países Bajos   | Feyenoord de Róterdam | Países Bajos | 1991 |
| Copa de los Países Bajos   | Feyenoord de Róterdam | Países Bajos | 1992 |
| Eredivisie                 | Ajax de Ámsterdam     | Países Bajos | 1993 |
| Premier League de Escocia  | Celtic de Glasgow     | Escocia      | 1998 |
| Copa de la Liga de Escocia | Celtic de Glasgow     | Escocia      | 1998 |

### Copas internacionales
| Título          | Club                  | País         | Año  |
| --------------- | --------------------- | ------------ | ---- |
| Copa de Europa  | Feyenoord de Róterdam | Países Bajos | 1970 |
| Copa de la UEFA | Feyenoord de Róterdam | Países Bajos | 1974 |